# Майкъл Балзари
Майкъл Балзари – Флий (на английски: Michael Balzary – Flea) е басист на американската алтернативна рок група „Ред Хот Чили Пепърс“.

## Биография

### Произход и младежки години
Майкъл е роден в предградие на Мелбърн, Австралия, на 16 октомври 1962. Баща му, Мик Балзари, е страстен рибар и често води сина си на риболов. Когато Майкъл е на пет години, семейството му се мести в Рай, Ню Йорк, заради работата на баща му. Четири години по-късно, през 1971, родителите му се развеждат и баща му се връща в Австралия, оставяйки него при майка му, Патриша, която скоро се омъжва повторно за джаз музикант. Като малък Майкъл често е свидетел на изпълнения на живо в къщата им и се привързва към творчеството на Луис Армстронг и Майлс Дейвис. Скоро след това семейството се мести в Лос Анджелис, Калифорния.
Вторият съпруг на майка му има сериозни проблеми с алкохола, което в крайна сметка води до чести конфронтации с полицията. За да се справи със ситуацията, Майкъл започва да експериментира с най-различни наркотици, особено марихуана, още когато е на 13. В новото си училище той не е сред популярните деца, най-вече заради странния си музикален вкус. Скоро той се запознава с Антъни Кийдис, и след като двамата се сбиват, стават много близки приятели. Няколко месеца по-късно Антъни му измисля и прякора Flea (от английски: „бълха“), заради постоянните му капризи и непредсказуемите му действия.

### Сформиране на групата
Друг от добрите приятели на Флий е Хилел Словак, китаристът на местна група на име Anthym. Когато басистът на Словак напуска групата, той започва да учи Флий как да свири на бас и само след няколко месеца той се присъединява към тях за постоянно. Майкъл, Антъни и Словак стават неразделни и често свирят по концерти, съпроводени от честа употреба на хероин.
Скоро Флий започва да оценява пънк музиката и до известна степен сменя музикалните си преференции. Anthym сменят името си на What Is This? и бързо се налагат като една от водещите групи в региона. Флий обаче напуска своите приятели и се присъединява към отдавна утвърдилата се група Fear. Въпреки че те са доста по-успешни от досегашните му групи, той не се чувства на място и скоро напуска и тях. Скоро след това Флий отива на прослушвания за британската група Public Image Ltd., но отхвърля офертата им, по-късно споделяйки, че единствената причина да свири с тях е била, за да се запознае с вокала им Джон Лидън.
Скоро след това той отново се събира с Антъни и Словак и тримата намират вдъхновения в музиката на групата Defunkt. Тримата, заедно с бившия барабанист на Anthym Джак Айрънс сформират групата Tony Flow and the Miraculously Majestic Masters of Mayhem. Заедно те записват само една песен, „Out in L.A.“, която всъщност е и основната причина групата да съществува. След първото им шоу, собственикът на заведението ги моли да свирят отново, но този път с 2 авторски парчета. След още няколко успешни концерта и записани песни, името на групата е променено на Red Hot Chili Peppers.

## Трудният път нагоре
След като записват общо 9 песни, Флий и колегите му успяват да подпишат договор с EMI, но тогава Словак и Айрънс решават, че тяхното бъдеще е със старата им група What Is This? и напускат RHCP. На тяхно място са привлечени Клиф Мартинез и Джак Шърман и през август 1984 групата издава първия си албум, озаглавен The Red Hot Chili Peppers. Повечето критици оплюват продукцията и продажбите са разочароващи, което води до конфликти между членовете и уволението на Шърман през 1985. На негово място се завръща Хилел Словак, а групата наема Джордж Клинтън за продуцент на втория им албум, Freaky Styley. През август 1985 той се появява на пазара, но не е много по-успешен от дебюта им, продавайки едва 75 000 копия до края на годината.
За продуцент на третия им албум групата наема Майкъл Бейнхорн, като междувременно Рамирез напуска, а на негово място се завръща Айрънс, малко след като What Is This? са се разпаднали. Някъде по това време Антъни и Словак развиват сериозна зависимост към хероин, което още повече усложнява обстановката в групата. Антъни е изпратен в рехабилитационен център за един месец, и след като програмата му свършва, той се връща при своите приятели. В края на септември 1987 групата издава The Uplift Mofo Party Plan, първият и единствен албум, включваш оригиналните четирима члена на RHCP. Този път продукцията е приета по-добре и албумът стига до 148-о място в класацията на Billboard. Проблемите на Антъни и Словак с наркотиците продължават и на 28 юни 1988 Словак е открит мъртъв в хотелската си стая след свръхдоза хероин. Групата понася тежко смъртта на приятеля си и Айрънс скоро напуска.
Скоро след това към групата се присъединяват ДиУейн МакНайт и Дарън Пелигро. От самото начало МакНайт е в сериозен конфликт с останалите и не след дълго е уволнен, като на негово място е привлечен 18-годишния приятел на Пелигро, Джон Фрушанте, който е и фен на групата. Самия Пелигро обаче не може да се справи с пристрастеността си към хероина и не след дълго е принуден да напусне RHCP, а останалите правят прослушвания за нов барабанист. От над трийсет желаещи те избират последния явил се, Чад Смит, който е с групата. В началото на 1989 на пазара се появява и четвъртия им самостоятелен албум, озаглавен Mother's Milk. Макар той да не получава особено високи оценки, албумът стига чак до 58-о място в класацията на Billboard. По това време Флий вече е женен и с дете, но дългите периоди през които той е зает заради професионални ангажименти се отразяват на връзката му и раздялата е близко.

## Успехи и проблеми
След като издават четвъртия си албум, четиримата тръгват на дълго турне, като редовно имат над три хиляди фенове по концерти. Всичко това обаче има цена и Флий се развежда с жена си, запазвайки правата върху дъщеря си Клара. За да се справи с раздялата, Флий пуши огромни количества марихуана и често е участник в оргии с фенки на групата.
През 1990 договорът на RHCP с EMI изтича и те подписват ново споразумение, този път с Warner Bros. Като продуцент е нает Рик Рубин, който води групата в имение, принадлежало на Хари Худини, за да запишат следващия си албум. През цялото време прекарано там, когато не записват, Флий и Джон пушат марихуана и размишляват върху живота си. На 24 септември 1991 групата издава Blood Sugar Sex Magic, който ги катапултира до върховете на класациите. Албумът стига до номер 3 в подреждането по продажби и не след дълго е с платинен статус. По време на турнето Флий и останалите свирят на една сцена с Нирвана, често пред 20 до 25 хиляди души. Всичко това не е по силите на Джон, който напуска групата по време на серията концерти в Япония, и на негово място е нает Арик Маршъл. След края на азиатското турне, той на свой ред е уволнен, а мястото му е заето от Дейв Наваро, китарист на Jane's Addiction. Заради продължаващите проблеми на Антъни с хероина, Флий е принуден да пише част от текстовете на групата, нещо което не му се е налагало. Групата издава One Hot Minute през 1995, и макар че продажбите му отново са милионни, критиците го определят като по-слаб от Blood Sugar Sex Magik. Турнето на RHCP е съкратено заради редица травми на Антъни и Чад и групата се оттегля на почивка, а междувременно започват да се носят слухове, че многобещаващия квартет е пред разпадане.
Между 1995 и 1998 Флий участва в над 40 проекта, включително невероятно успешния Jagged Little Pill на Аланис Морисет. През 1998 Наваро е уволнен, и групата е на ръба. Тогава Флий отива да посети Джон Фрушанте в полу-разрушения му дом, където самия той е на крачка от смъртта след няколкогодишна злоупотреба с хероин. След като му предлага да се върне при тях и да им помогне да запишат нов албум, Джон се съгласява през сълзи и се записва в клиника за лечение на зависимости.

## Отново на върха
През 1999 Red Hot издават дългоочаквания си седми албум, Californication. Това се оказва и най-успешната им продукция, продала над 15 милиона копия в световен мащаб и почти универсално приета като класика в жанра си. RHCP свирят на Удсток '99, където Флий излиза гол на сцената, нещо което по-късно повтаря на фестивалите в Рединг, Англия. След като са се справили с проблемите си с наркотиците, четиримата музиканти отделят далеч повече внимание на детайлите в творбите си, и следващите им два албума – By The Way (2002) и двойният Stadium Arcadium (2006) – са свидетелство за това.
На 30 април 2011 редом с Антъни, Чад и новия китарист на групата Джош те официално издават албума I'm With You, който се състои от 14 песни.
През 2005 Флий се жени за втори път, а скоро се сдобива и с още една дъщеря, Съни.

## Филмова кариера
Флий има няколко малки роли в различни продукции, като най-известни са „Завръщане в бъдещето II“ (1989 г.), „Завръщане в бъдещето III“ (1990 г.), „Моят личен Айдахо“ (1991 г.), Големият Лебовски (1998 г.) и Страх и ненавист В Лас Вегас (1998 г.).